# جواد غريب
جواد غريب (22 ماي 1972 خنيفرة) رياضي مغربي، متخصص في سباق الماراتون. بطل العالم مرتين في (باريس 2003 وهلسنكي 2005).

## مسيرته
بدأ ممارسة سباق الماراتون وعمره 22 عاما، بعد أن مارس كرة القدم وعمل في أحد المحال التجارية لبيع السلع الرياضية. وفي أحد الايام كان يشاهد أحد سباقات الماراتون على شاشة التلفزيون فاعجب بقدرة العدائين على القدرة على التحمل وقرر ان يتخذ هذا التحدي على عاتقه فبدأ بمزاولة الركض لتبدأ مسيرة الإنجازات. في بطولة العالم لألعاب القوى باريس 2003 دخل في المركز الأول، مسجلا رقما قياسيا لبطولة العالم، علما بانه كان ثاني سباق ماراتون يخوضه في مسيرته.
أكد أحقيته باللقب العالمي عندما احتفظ بلقبه بعد عامين في هلسنكي، وكان حل قبلها باشهر قليلة ثانيا في ماراتون لندن، ماحيا بالتالي خيبة امله في دورة الألعاب الأولمبية في اثينا عام 2004، عندما دخل في المركز الحادي عشر.
حل في المركز الثاني في مارطون شكاكو، المراطون الذي لم يخلومن حوادث، فقد سجلة حالة وفاة أحد العدائين فيما نقل أكثر من 100 شخص إلى المستشفى في حالة خطيرة بسبب درجة الحرارة والرطوبة المرتفعتين.
ودخل غريب أسطورة سباق الماراتون حيث أصبح ثاني عداء في التاريخ يحتفظ بلقبه العالمي، بعد أن سبقه إلى هذا الإنجاز الإسباني ابل انطون، علما بان عداءين اثنين فقط نجحا في الفوز بسباق الماراتون في دورتين اولمبيتين متتاليتين، هما الإثيوبي الشهير ابيبي بيكيلا عامي 1960 و1964 والألماني الشرقي فالديمار سيربينسكي عامي 1976 و1980. أحرز فضية سباق ماراتون بكين مسجلا 16 ر07 ر2 ساعة، وينقذ ماء وجه العاب القوى المغربية. اختير العداء جواد غريب كأفضل رياضي في المغرب لسنة 2005 و2008، وذلك في استطلاع للرأي أنجزه القسم الرياضي لوكالة المغرب العربي للأنباء.

## روابط خارجية
- جواد غريب على موقع الاتحاد الدولي لألعاب القوى (الإنجليزية)
- جواد غريب على موقع اللجنة الأولمبية الدولية (الإنجليزية)
- جواد غريب على موقع أوليمبيديا (الإنجليزية)